# Сфера Стрёмгрена

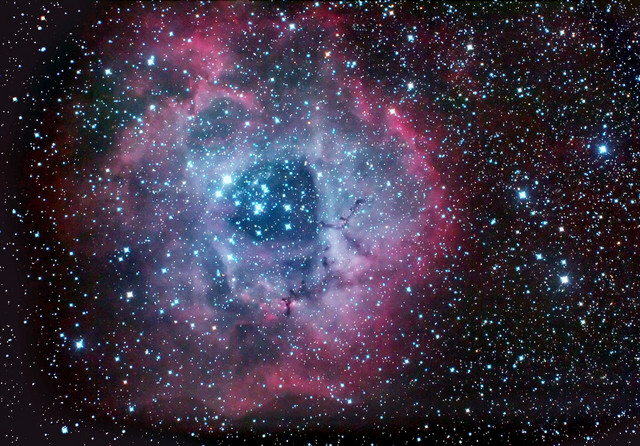
Туманность Розетка, пример сферы Стрёмгрена

Сфера Стрёмгрена (англ. Strömgren sphere) — сферическая оболочка ионизованного водорода вокруг молодой звезды спектрального класса O или B. Теоретическое обоснование такой структуры было дано Бенгтом Стрёмгреном в 1937 году. Туманность Розетка является одним из самых известных примеров эмиссионных туманностей такого типа в областях H II.

## Физическое обоснование
Очень горячие звёзды спектрального класса O или B излучают много энергии, особенно в ультрафиолетовой части спектра, способной ионизировать нейтральный водород (H I) окружающего межзвёздного вещества, вследствие чего атом водорода может потерять свой единственный электрон. Данное состояние атома водорода обозначается H II. Спустя некоторое время свободные электроны рекомбинируют с данными ионами водорода. Энергия переизлучается, при этом испускается не один фотон, но несколько фотонов с меньшей энергией. Фотоны теряют энергию при движении с поверхности звезды и не обладают достаточной энергией для ионизации атомов. В ином случае большая часть межзвёздной среды была бы в ионизованном состоянии. Сфера Стрёмгрена является теоретической моделью, описывающей области ионизованного газа.

## Модель
В первой и простейшей форме, выведенной датским астрофизиком Бенгтом Стрёмгреном в 1939 году, модель рассматривает влияние электромагнитного излучения одиночной звезды (или тесного скопления похожих звёзд) заданной температуры и светимости на окружающее межзвёздное вещество данной плотности. Для упрощения вычислений  межзвёздная среда предполагается однородной и состоящей только из водорода.
Выведенная Стрёмгреном формула описывает соотношения между светимостью и температурой центральной звезды с одной стороны и плотностью окружающего водорода с другой стороны. Используя данные соотношения, можно вычислить размеры области ионизованного газа. Модель Стрёмгрена также показывает, что существует очень резкий обрыв степени ионизованности на границе сферы Стрёмгрена. Причиной этого является тот факт, что область перехода между ионизованным водородом и нейтральным водородом очень узка в сравнении с общим размером сферы Стрёмгрена.
Упомянутые выше соотношения состоят в следующем:
- чем горячее и ярче центральная звезда, тем больше сфера Стрёмгрена;
- чем плотнее окружающий водород, тем меньше сфера Стрёмгрена.

В модели Стрёмгрена сферическая область состоит почти исключительно из свободных протонов и электронов. Очень малое количество атомов водорода появляется при плотности, растущей приблизительно экспоненциально по направлению к поверхности. Вне сферы излучение  на частотах атомов сильно охлаждает газ, это проявляется в виде наличия тонкой области, в которой излучение, испущенное звездой, в большой степени поглощается атомами, теряющими энергию при излучении во всех направлениях. Следовательно, система Стрёмгрена выглядит как яркая звезда, окружённая слабо излучающей и плохо доступной для наблюдения оболочкой.
Туманность Ожерелье является прекрасным примером сферы Стрёмгрена, она выглядит как окружность из ярких областей. Звезда в центральной области слишком слаба для того, чтобы её можно было наблюдать.
В остатке сверхновой 1987A оболочка Стрёмгрена деформирована в виде песочных часов, края которых выглядят как три яркие окружности. 
И оригинальная модель Стрёмгрена, и модифицированная модель МакКаллоха не принимали во внимание влияние пыли, скученности вещества, детали переноса излучения и динамические эффекты.

## История
В 1938 году американские астрономы Отто Струве и Крис Т. Элви опубликовали наблюдения эмиссионных туманностей в созвездиях Лебедя и Цефея, большая часть которых не концентрировалась к отдельным ярким звёздам (в отличие от планетарных туманностей). Они предположили, что ультрафиолетовое излучение звёзд спектральных классов O и B может являться необходимым для существования таких областей источником энергии.
В 1939 Бенгт Стрёмгрен рассмотрел проблему ионизации и возбуждения межзвёздного водорода. Именно эту работу связывают с определением сферы Стрёмгрена. Однако данное понятие возникает ещё в работе 1937 года.
В 2000 году Питер МакКаллох опубликовал модифицированную модель, рассматривающую сферическую полость, центр которой не обязан совпадать с центральной звездой. Такие полости могут создаваться звёздным ветром и при вспышках сверхновых. Полученные при моделировании изображения напоминают наблюдаемые области H II в гораздо большей степени, чем изначальная модель.

## Математическое описание
Предположим, что область является в точности сферической, полностью ионизованной (x=1) и состоящей только из водорода, тогда количественная плотность протонов равна плотности электронов ({\displaystyle n_{e}=n_{p}}). Тогда радиус Стрёмгрена будет соответствовать области, в которой темп рекомбинации  равен темпу ионизации. Рассмотрим скорость рекомбинации на все уровни энергии {\displaystyle N_{R}}, который равен
{\displaystyle N_{R}=\sum _{n=2}^{\infty }N_{n},}
{\displaystyle N_{n}} является темпом рекомбинации для n-го уровня энергии. Причина, по которой исключается n=1, состоит в том, что если электрон рекомбинирует непосредственно на основной уровень, то атом водорода выделит другой фотон, способный ионизовать другой атом из основного состояния. Это важно, поскольку механизм электрического диполя всегда производит ионизацию с основного уровня, поэтому мы исключаем n=1 и добавляем эффекты ионизации полем. Темп рекомбинации для конкретного уровня энергии {\displaystyle N_{n}} равен (при {\displaystyle n_{e}=n_{p}}):
{\displaystyle N_{n}=n_{e}n_{p}\beta _{n}(T_{e})=n_{e}^{2}\beta _{n}(T_{e}),}
где {\displaystyle \beta _{n}(T_{e})} — коэффициент рекомбинации для n-го уровня энергии в единичном объёме при температуре {\displaystyle T_{e}}, которая является температурой электронов в кельвинах и обычно считается равной температуре всей сферы. После суммирования получим
{\displaystyle N_{R}=n_{e}^{2}\beta _{2}(T_{e}),}
где {\displaystyle \beta _{2}(T_{e})} — полный темп рекомбинации, приблизительное значение которого равно
{\displaystyle \beta _{2}(T_{e})\approx 2\times 10^{-16}T_{e}^{-3/4}\ \mathrm {[m^{3}s^{-1}]} .}
Используя {\displaystyle n} как число нуклонов (в данном случае, протонов), мы можем ввести степень ионизации {\displaystyle 0\leq x\leq 1}, так что so {\displaystyle n_{e}=xn}, а количественная плотность нейтрального водорода равна {\displaystyle n_{h}=(1-x)n}. Используя данные о поперечном сечении {\displaystyle \alpha _{0}} (размерность соответствует площади) и количестве ионизирующих фотонов на единицу площади за секунду {\displaystyle J}, оценим темп ионизации {\displaystyle N_{I}} как
{\displaystyle N_{I}=\alpha _{0}n_{h}J.}
Для простоты мы рассмотрим только геометрическое изменение {\displaystyle J} по мере того, как мы удаляемся от источника ионизирующего излучения  (источника потока {\displaystyle S_{*}}), поэтому справедлив закон обратных квадратов:
{\displaystyle \alpha _{0}n_{h}J(r)={\frac {3S_{*}}{4\pi r^{3}}}.}
Перейдём к определению радиуса Стрёмгрена {\displaystyle R_{S}} из условия баланса между рекомбинацией и ионизацией\
{\displaystyle {\frac {4\pi }{3}}(nx)^{2}\beta _{2}R_{S}^{3}=S_{*},}
затем, вспоминая о том, что область считается полностью ионизованной (x = 1):
{\displaystyle R_{S}=\left({\frac {3}{4\pi }}{\frac {S_{*}}{n^{2}\beta _{2}}}\right)^{\frac {1}{3}}.}
Эта величина является радиусом области, ионизируемой звездой спектрального класса O или B.